# Andrew J. Noymer
Andrew J. Noymer (né le 4 novembre 1971) est un astronome américain.
Le Centre des planètes mineures le crédite de la découverte de sept astéroïdes, effectuée en 1998.
L'astéroïde (4956) Noymer lui est dédié.
| (4131) Stasik         | 23 février 1988 |
| (4346) Whitney        | 23 février 1988 |
| (4768) Hartley        | 11 août 1988    |
| (5812) Jayewinkler    | 11 août 1988    |
| (10061) Ndolaprata    | 11 août 1988    |
| (19969) Davidfreedman | 11 août 1988    |
| (39521) 1988 PQ       | 11 août 1988    |